# USS Spot (SS-413)
USS Spot (SS-413) là một  tàu ngầm lớp Balao được Hải quân Hoa Kỳ chế tạo trong Chiến tranh Thế giới thứ hai. Nó là chiếc tàu chiến duy nhất của Hải quân Hoa Kỳ được đặt cái tên này, theo tên một chi trong họ Cá lù đù. Nó đã phục vụ trong giai đoạn sau của Thế Chiến II, thực hiện được bốn chuyến tuần tra, đánh chìm được một tàu Nhật Bản tải trọng 3.005 tấn. Được cho ngừng hoạt động sau khi xung đột chấm dứt vào năm 1946, nó được huy động trở lại để chuyển giao cho Chile vào năm 1962 để tiếp tục hoạt động như là chiếc Simpson (SS-21) cho đến năm 1982; số phận sau cùng của con tàu không rõ. Spot được tặng thưởng bốn Ngôi sao Chiến trận do thành tích phục vụ trong Thế Chiến II.

## Thiết kế và chế tạo
Thiết kế của lớp Balao được cải tiến dựa trên  tàu ngầm lớp Gato dẫn trước, là một kiểu tàu ngầm hạm đội có tốc độ trên mặt nước cao, tầm hoạt động xa và vũ khí mạnh để tháp tùng hạm đội chiến trận. Khác biệt chính so với lớp Gato là ở cấu trúc lườn chịu áp lực bên trong dày hơn, và sử dụng thép có độ đàn hồi cao (HTS: High-Tensile Steel), cho phép lặn sâu hơn đến 400 ft (120 m). Con tàu dài 311 ft 9 in (95,02 m) và có trọng lượng choán nước 1.526 tấn Anh (1.550 t) khi nổi và 2.424 tấn Anh (2.463 t) khi lặn. Chúng trang bị động cơ diesel dẫn động máy phát điện để cung cấp điện năng cho bốn động cơ điện, đạt được công suất 5.400 shp (4.000 kW) khi nổi và 2.740 shp (2.040 kW) khi lặn, cho phép đạt tốc độ tối đa 20,25 hải lý trên giờ (37,50 km/h) và 8,75 hải lý trên giờ (16,21 km/h) tương ứng. Tầm xa hoạt động là 11.000 hải lý (20.000 km) khi đi trên mặt nước ở tốc độ 10 hải lý trên giờ (19 km/h) và có thể hoạt động kéo dài đến 75 ngày.
Tương tự như lớp Gato dẫn trước, lớp Balao được trang bị mười ống phóng ngư lôi 21 in (530 mm), gồm sáu ống trước mũi và bốn ống phía phía đuôi tàu, chúng mang theo tối đa 24 quả ngư lôi. Vũ khí trên boong tàu gồm một hải pháo 4 inch/50 caliber, một khẩu pháo phòng không Bofors 40 mm nòng đơn và một khẩu đội Oerlikon 20 mm nòng đôi, kèm theo hai súng máy .50 caliber. Trên tháp chỉ huy, ngoài hai kính tiềm vọng, nó còn trang bị ăn-ten radar SD phòng không và SJ dò tìm mặt biển. Tiện nghi cho thủy thủ đoàn bao gồm điều hòa không khí, thực phẩm trữ lạnh, máy lọc nước, máy giặt và giường ngủ cho hầu hết mọi người, giúp họ chịu đựng cái nóng nhiệt đới tại Thái Bình Dương cùng những chuyến tuần tra kéo dài đến hai tháng rưỡi.
Spot được đặt lườn tại Xưởng hải quân Mare Island ở Vallejo, California vào ngày 24 tháng 8, 1943. Nó được hạ thủy vào ngày 19 tháng 5, 1944, được đỡ đầu bởi bà Adolph G. Gieselmann, và được cho nhập biên chế cùng Hải quân Hoa Kỳ vào ngày 3 tháng 8, 1944 dưới quyền chỉ huy của Hạm trưởng, Trung tá Hải quân William S. Post, Jr.

## Lịch sử hoạt động

### 1944
Hoàn tất việc trang bị tại Mare Island vào ngày 18 tháng 9, 1944, Spot đi đến San Diego để chạy thử máy trước khi lên đường hướng sang vùng biển Hawaii. Nó đi đến Trân Châu Cảng vào ngày 14 tháng 11. Nó cùng tàu ngầm Balao (SS-285) lên đường hướng sang khu vực quần đảo Mariana vào ngày 4 tháng 12, có tàu ngầm Icefish (SS-367) cùng sáp nhập trên đường đi, và đến Saipan vào ngày 15 tháng 12.

### 1945

#### Chuyến tuần tra thứ nhất
Vào ngày 17 tháng 12, 1944, đội tấn công phối hợp ("Bầy sói") lên đường hướng sang khu vực tuần tra trong biển Hoàng Hải. Vào ngày 7 tháng 1, 1945, Spot phát hiện và đánh chìm hai tàu đánh cá bằng hải pháo.  Bốn ngày sau, nó phá hủy một tàu nhỏ bằng hải pháo. Ngoài khơi Thượng Hải vào ngày 13 tháng 1, nó đánh chìm hai tàu đánh cá bằng hải pháo, và lặp lại sự việc này vào ngày hôm sau. Trong một đợt càn quét đêm vào ngày 19 tháng 1 tại khu vực quần đảo Elliott, nó đã phóng ngư lôi đánh chìm chiếc tàu buôn Usa Maru tại tọa độ 39°07′B 122°51′Đ / 39,117°B 122,85°Đ; và đến lượt tàu đánh cá Tokiwa Maru vào ngày hôm sau tại tọa độ 34°45′B 124°10′Đ / 34,75°B 124,167°Đ.
Khi di chuyển dọc bờ biển phía Tây bán đảo Triều Tiên, Spot phát hiện một tàu nhỏ và đã phóng hết ba quả ngư lôi cuối cùng tấn công, nhưng tất cả đều bị trượt. Chỉ còn lại đạn pháo 20 mm, nó tiếp cận mục tiêu ở khoảng cách 800 yd (730 m) để bắn phá; đối thủ tìm cách húc chiếc tàu ngầm nhưng bất thành. Mục tiêu bị phá hủy nhưng không bị đắm, và một đội đã đổ bộ lên tàu đối phương để lục soát tài liệu; họ gài chất nổ để đánh chìm con tàu và bắt giữ một thủy thủ làm tù binh. Chiếc tàu ngầm kết thúc chuyến tuần tra khi quay về căn cứ Midway vào ngày 30 tháng 1.

#### Chuyến tuần tra thứ hai
Lên đường vào ngày 24 tháng 2 cho chuyến tuần tra thứ hai trong biển Hoa Đông, Spot hoạt động trong thành phần một "Bầy sói" bao gồm các tàu ngầm Queenfish (SS-393) và Sea Fox (SS-402). Vào ngày 17 tháng 3, đêm thứ hai tại khu vực tuần tra trong bối cảnh biển động mạnh, Spot sử dụng hết số ngư lôi mang theo tấn công một đoàn tàu vận tải Nhật Bản. Nó đã đánh chìm tàu chở hành khách-hàng hóa Nanking Maru (3005 tấn) lúc 03 giờ 35 phút ngoài khơi Phúc Châu, Phúc Kiến, tại tọa độ 25°33′B 120°10′Đ / 25,55°B 120,167°Đ; 411 hành khách, 32 pháo thủ và 60 thủy thủ trên tàu đã thiệt mạng, chỉ có một người sống sót. Nó cũng gây hư hại cho một tàu chở hàng khác. Hỏa lực phản công từ Tàu quét mìn số 17 đi theo hộ tống đã gây hư hại nhẹ cho chiếc tàu ngầm trước khi nó lặn xuống né tránh, và những quả mìn sâu thả xuống hoàn toàn vô hại. Spot quay trở về căn cứ Saipan vào ngày 23 tháng 3 để tiếp thêm ngư lôi rồi trở ra khơi vào ngày 27 tháng 3.

#### Chuyến tuần tra thứ ba
Vào ngày 31 tháng 3, Spot di chuyển trên mặt nước trong biển Philippine, cách 425 nmi (787 km) về phía Nam Kagoshima, Kyushu khi nó phát hiện một tàu khu trục tại tọa độ 29°14′B 137°18′Đ / 29,233°B 137,3°Đ và không phát tín hiệu nhận dạng. Khi tiếp cận ở khoảng cách 5.500 thước Anh (5.000 m), chiếc tàu khu trục nổ súng; chiếc tàu ngầm bắn một pháo hiệu nhận dạng nhưng được đáp trả bằng một loạt pháo thứ hai. Spot lặn xuống khi loạt đạn pháo thứ ba vây quanh tháp chỉ huy của nó. Khi ở độ sâu 450 ft (140 m), hai con tàu mới trao đổi tín hiệu nhận dạng với nhau và tàu khu trục ngừng bắn. Tàu khu trục Case (DD-370) đã bắn 15 phát đạn pháo 5 inch (127 mm) nhắm vào chiếc tàu ngầm, và Spot không bị hư hại sau sự cố bắn nhầm này.
Trong chuyến tuần tra thứ ba vào đầu tháng 4, Spot tuần tra tại lối ra vào eo biển Kii trước khi chuyển đến khu vực biển Hoa Đông và trinh sát dọc bờ biển Triều Tiên. Nó đã dùng hải pháo phá hủy một trạm vô tuyến, và đến ngày 25 tháng 4 lại bắn phá một kho chứa dầu, nhiều doanh trại và phá hủy một trạm vô tuyến. Chiếc tàu ngầm kết thúc chuyến tuần tra tại Saipan vào ngày 4 tháng 5.

#### Chuyến tuần tra thứ tư
Lên đường vào ngày 2 tháng 6 cho chuyến tuần tra cuối cùng trong chiến tranh, Spot làm nhiệm vụ tìm kiếm và giải cứu ngoài khơi bờ biển đảo Honshū cho đến ngày 23 tháng 6. Sau đó nó tuần tra trong biển Hoa Đông và khu vực Hoàng Hải, đánh chìm hai tàu buồm bằng hải pháo trước khi quay trở về Saipan vào ngày 18 tháng 7 để kết thúc chuyến tuần tra.
Spot lên đường quay về Trân Châu Cảng ngay ngày hôm sau, đến nơi vào ngày 29 tháng 7, và vẫn đang được sửa chữa tại đây khi Nhật Bản chấp nhận đầu hàng vào ngày 15 tháng 8, giúp chấm dứt vĩnh viễn cuộc xung đột. Nó lên đường vào ngày 27 tháng 8 để quay trở về Hoa Kỳ, và sau khi về đến San Diego vào ngày 3 tháng 9, nó tham gia huấn luyện chống tàu ngầm cho đến ngày 2 tháng 3, 1946. Con tàu đi đến San Francisco để chuẩn bị ngừng hoạt động, rồi được cho xuất biên chế tại Xưởng hải quân Mare Island vào ngày 19 tháng 6, 1946 và được đưa về Hạm đội Dự bị Thái Bình Dương.

### Simpson(SS-21)
Đến tháng 1, 1961, Spot được kéo đến Trân Châu Cảng để được tân trang và hiện đại hóa nhằm chuẩn bị chuyển giao cho Chile trong khuôn khổ Chương trình viện trợ quân sự. Tháp chỉ huy con tàu được cải biến, nhưng nó vẫn giữ lại khẩu pháo 5-inch trên boong tàu. Sau khi được tái biên chế vào ngày 19 tháng 8, 1961, một thủy thủ đoàn người Chile được huấn luyện, rồi chính thức chuyển giao cho Hải quân Chile vào ngày 12 tháng 1, 1962, và được đổi tên thành Simpson (SS-21) nhằm vinh danh Đô đốc Chile Robert Winthrop Simpson (1799–1877). Con tàu về đến Chile vào ngày 23 tháng 4, 1962. Đến ngày 1 tháng 8, 1975 con tàu được chuyển quyền sở hữu cho Chile và rút tên khỏi danh sách Đăng bạ Hải quân Hoa Kỳ. Nó là một trong những tàu ngầm cuối cùng còn giữ lại hải pháo trên boong tàu. Nó bị Hải quân Chile loại bỏ vào năm 1982; số phận cuối cùng của con tàu không rõ.

## Phần thưởng
Spot được tặng thưởng bốn Ngôi sao Chiến trận do thành tích phục vụ trong Thế Chiến II. Nó được ghi công đã đánh chìm được một tàu Nhật Bản tải trọng 3.005 tấn.
|  |                                                       |  |
|  | Bronze star · Bronze star · Bronze star · Bronze star |  |

| Dãi băng Hoạt động Tác chiến  |                                                                         |                                      |
| Huân chương Chiến dịch Hoa Kỳ | Huân chương Chiến dịch Châu Á-Thái Bình Dương với 4 Ngôi sao Chiến trận | Huân chương Chiến thắng Thế Chiến II |